# シルビオ・マルティネッロ
シルビオ・マルティネッロ（Silvio Martinello、1963年1月19日 - ）は、イタリア出身の自転車プロロードレース、トラックレース選手。1986年プロデビュー。2004年に引退。ロードレースのシーズンでは主にステージレースを、世界選手権やオリンピックではポイントレースやマディソン、冬場には6日間レースなどのトラックレースを中心に活動し、通算25勝を上げた。

## 所属チーム
- 1986年　サン・モンタナ
- 1987年　ゲヴィス・バラン
- 1988 - 89年　アタラ
- 1990年　ジョッリ・クラブ88、
- 1991年　GISバラン
- 1992 - 95年　メルカトーネ・ウノ（92年Mercatone、93 - 95年Mercatone Uno）
- 1996 - 97年　サエコ
- 1998 - 2000年　ポルティ（Polty）

## 経歴
アマチュア時代からトラックレースの実力は高く、1982年 と85年 に世界選手権で金メダルを獲得している。ロードレースではなかなか勝ち星を上げられなかったが、90年にようやくブエルタ・ア・エスパーニャの区間優勝を上げる。94年以降はマリオ・チポリーニの機関車役を務めることが多かったが、彼が不調の時は代役として自ら勝ちを狙いに行き、1994年のツール・ド・フランスでは区間優勝は無かったもののポイント賞2位に、1996年のジロ・デ・イタリアでは区間1勝に加え序盤に4日間にわたりマリア・ローザを着用するほどの活躍を見せている。
オリンピック、世界選手権での活躍が評価され、2000年の3月にイタリア共和国功労勲章を授与された。

## 主な成績
- 1990年　ブエルタ・ア・エスパーニャ1勝　イタリア選手権ポイントレース優勝
- 1991年　ジロ・デ・イタリア1勝　ティレーノ・アドリアティコ1勝
- 1995年　世界選手権ポイントレース優勝　同マディソン優勝
- 1996年　ジロ・デ・イタリア1勝　アトランタオリンピックポイントレース優勝　世界選手権マディソン優勝
- 1997年　世界選手権ポイントレース優勝　セマーナ・カタラン1勝
- 1998年　ダンケルクの4日間1勝
- 1999年　ツール・ド・スイス1勝